# Bermudy na letnich igrzyskach olimpijskich
Bermudy  startują na letnich IO od 1936 roku. Pierwszy medal za zajęcie trzeciego miejsca Bermudy zdobyły w roku 1976. Pierwszy złoty medal zdobyły na olimpiadzie w Tokio 2020.

## Klasyfikacja medalowa
| Olimpiada                | Złoto | Srebro | Brąz | Razem |
| ------------------------ | ----- | ------ | ---- | ----- |
| 1936 Berlin              | 0     | 0      | 0    | 0     |
| 1948 Londyn              | 0     | 0      | 0    | 0     |
| 1952 Helsinki            | 0     | 0      | 0    | 0     |
| 1956 Melbourne/Sztokholm | 0     | 0      | 0    | 0     |
| 1960 Rzym                | 0     | 0      | 0    | 0     |
| 1968 Meksyk              | 0     | 0      | 0    | 0     |
| 1972 Monachium           | 0     | 0      | 0    | 0     |
| 1976 Montreal            | 0     | 0      | 1    | 1     |
| 1980 Moskwa              | 0     | 0      | 0    | 0     |
| 1984 Los Angeles         | 0     | 0      | 0    | 0     |
| 1988 Seul                | 0     | 0      | 0    | 0     |
| 1992 Barcelona           | 0     | 0      | 0    | 0     |
| 1996 Atlanta             | 0     | 0      | 0    | 0     |
| 2000 Sydney              | 0     | 0      | 0    | 0     |
| 2004 Ateny               | 0     | 0      | 0    | 0     |
| 2008 Pekin               | 0     | 0      | 0    | 0     |
| 2012 Londyn              | 0     | 0      | 0    | 0     |
| 2016 Rio de Janeiro      | 0     | 0      | 0    | 0     |
| 2020 Tokio               | 1     | 0      | 0    | 0     |
| Razem                    | 1     | 0      | 1    | 2     |

### Według dyscyplin
| Dyscyplina | Złoto | Srebro | Brąz | Razem |
| ---------- | ----- | ------ | ---- | ----- |
| boks       | 0     | 0      | 1    | 1     |
| triathlon  | 1     | 0      | 0    | 1     |
| Razem      | 1     | 0      | 1    | 2     |